# ساوثوارك (محطة مترو أنفاق لندن)
ساوثوارك (بالإنجليزية: Southwark)‏ هي إحدى محطات مترو أنفاق لندن. تقع على خط جوبيلي أفتتحت في المنطقة (Zone) رقم 1 أفتتحت في 24 سبتمبر 1999.

## معرض صور

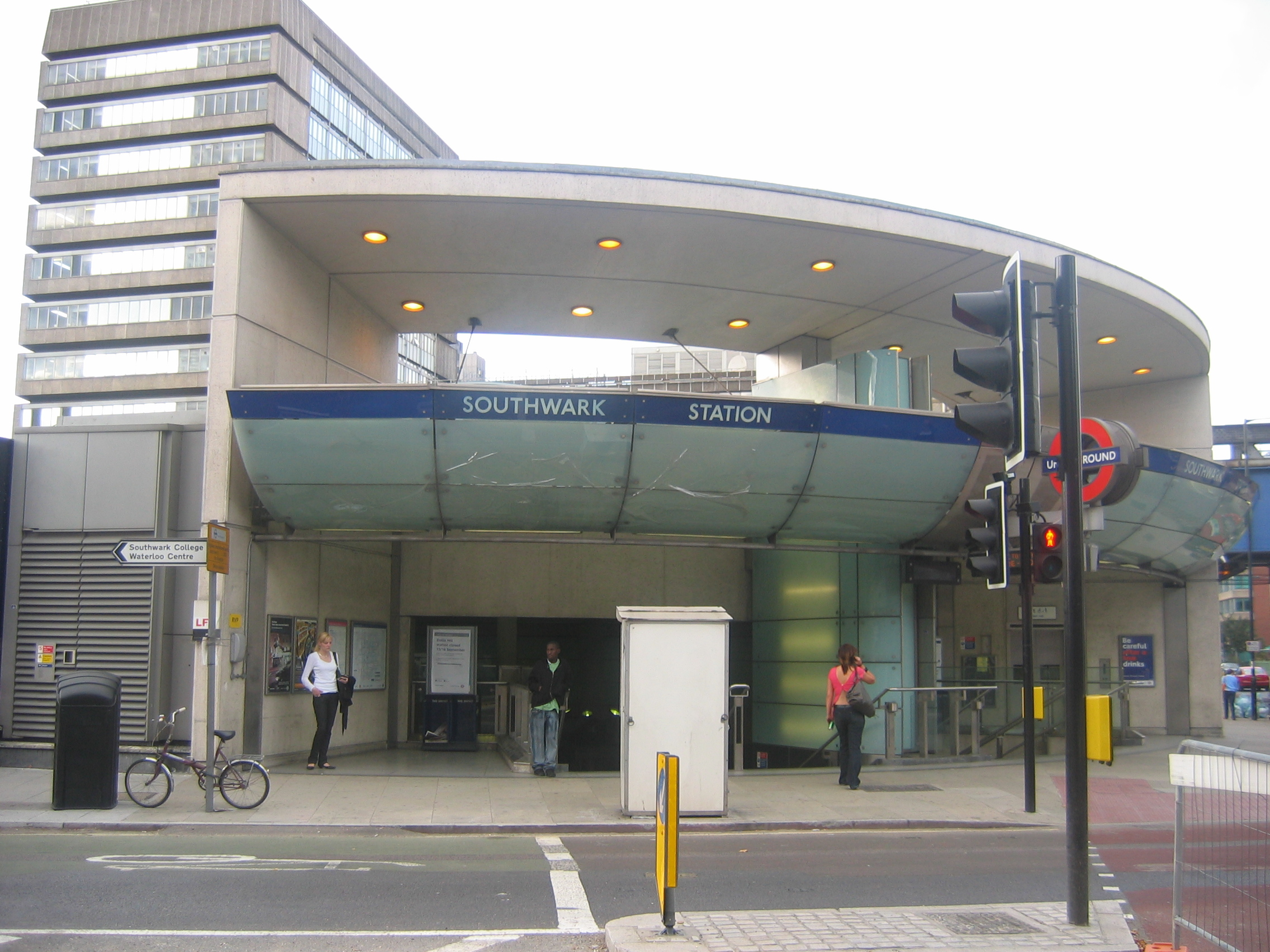
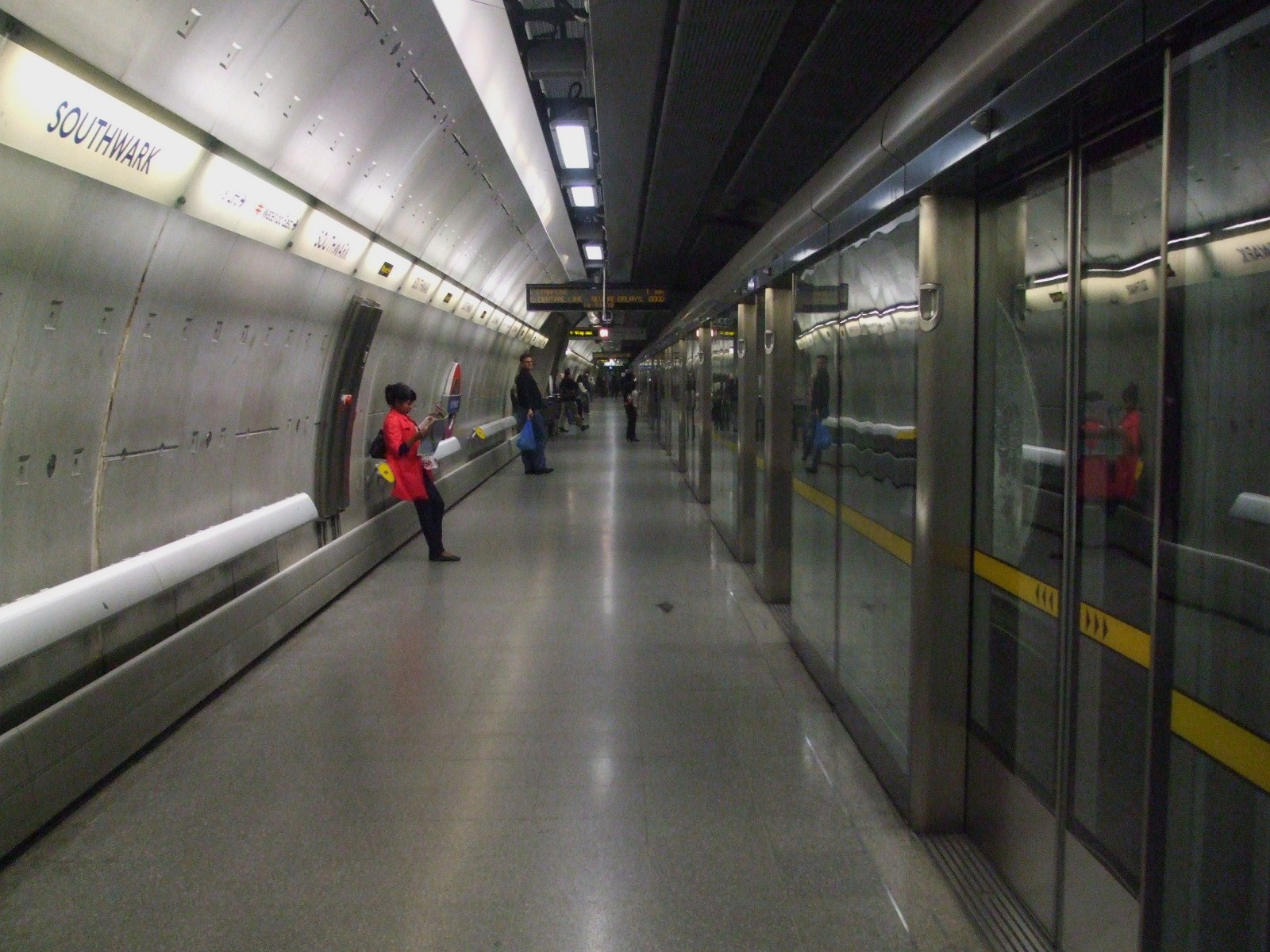
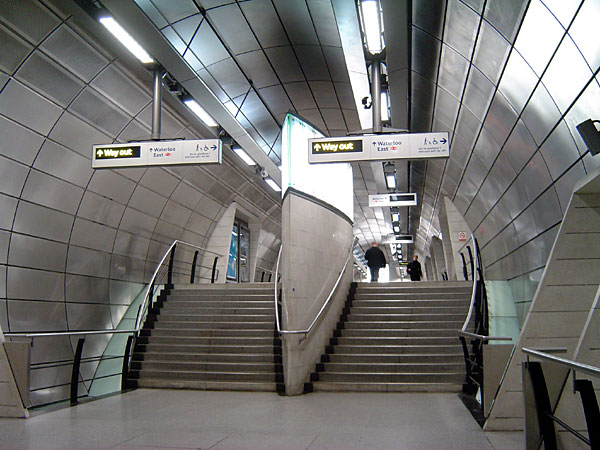